# NGC 5823
NGC 5823 је расејано звездано јато у сазвежђу Шестар које се налази на NGC листи објеката дубоког неба.
Деклинација објекта је - 55° 36' 13" а ректасцензија 15h 5m 30,5s. Привидна величина (магнитуда) објекта NGC 5823 износи 7,9. NGC 5823 је још познат и под ознакама OCL 936, ESO 176-SC11.